# Jakhal Mandi
Jakhal Mandi é uma cidade  no distrito de Fatehabad, no estado indiano de Haryana.

## Demografia
Segundo o censo de 2001, Jakhal Mandi tinha uma população de 6890 habitantes. Os indivíduos do sexo masculino constituem 54% da população e os do sexo feminino 46%. Jakhal Mandi tem uma taxa de literacia de 71%, superior à média nacional de 59,5%: a literacia no sexo masculino é de 75% e no sexo feminino é de 67%. Em Jakhal Mandi, 13% da população está abaixo dos 6 anos de idade.